# Akrobata (rzeźba)
Akrobata – stalowa rzeźba, autorstwa polskiego artysty Dariusza Fodczuka, przedstawiająca mężczyznę stojącego na głowie, na otwartej księdze. Rzeźba powstała w 2009 roku, w ramach programu Międzynarodowych Rezydencji Artystycznych „Incydenty 2009”, organizowanego przez Galerię Bielską BWA.

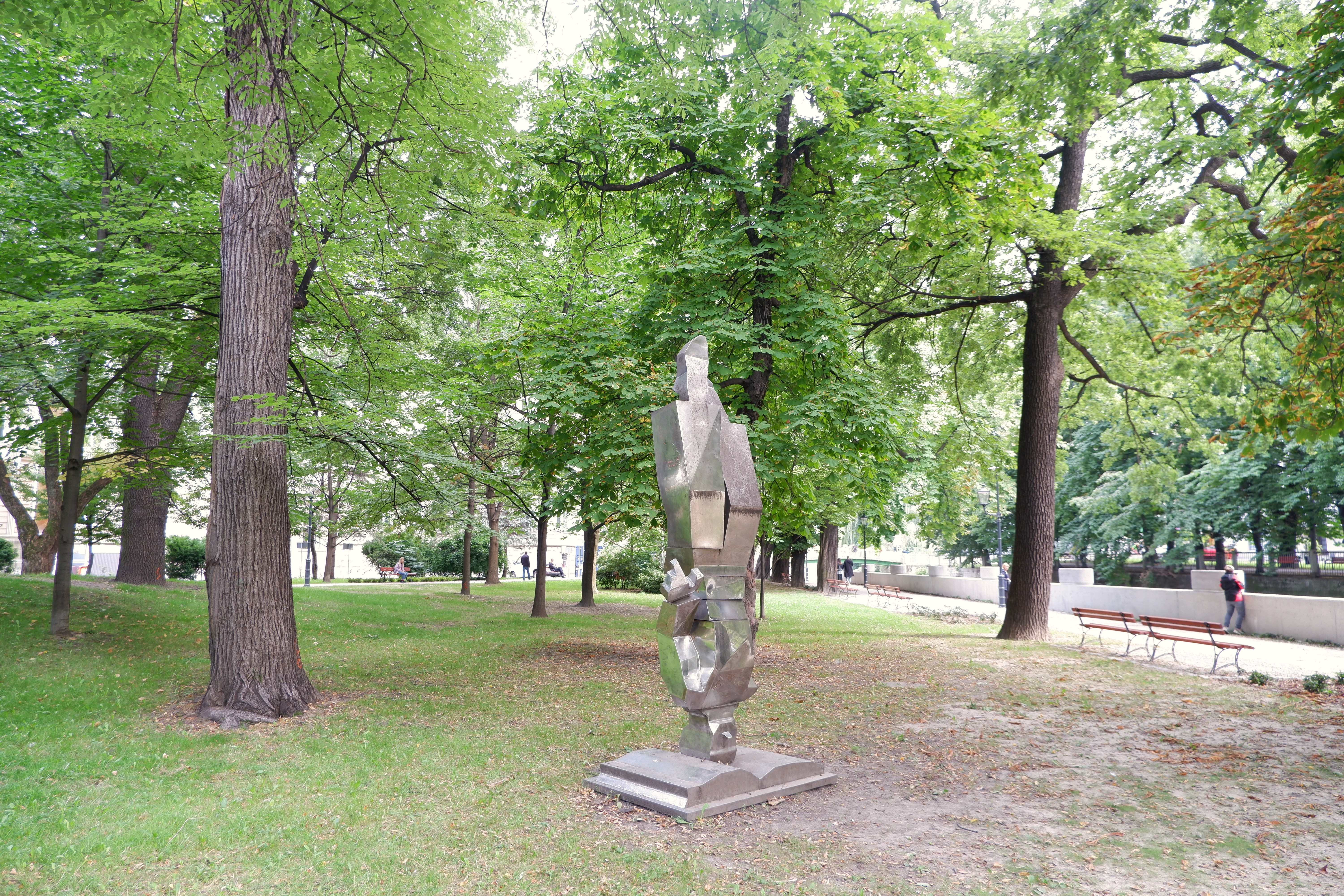
Bielsko-Biała, park koło ratusza, rzeźba Akrobat, Dariusz Fodczuk

## Międzynarodowe Rezydencje Artystyczne „Incydenty 2009”
W 2009 roku w Bielsku-Białej odbył się program Międzynarodowych Rezydencji Artystycznych „Incydenty” organizowany przez Galerię Bielską BWA, w którym uczestniczyło dwóch artystów z Polski i dwóch z Norwegii. Kuratorką programu była Agnieszka Swoboda. Pod koniec programu artyści stworzyli obiekty artystyczne, które miały zostać postawione w różnych lokalizacjach w obrębie miasta. Obiekty te miały w jakiś sposób nawiązywać do historii i specyfiki miasta i wpasować się w jego strukturę. W ten sposób powstały cztery rzeźby – „Salamandra Plamista” Anny Daniell, „Akrobata” Dariusza Fodczuka, „Muzeum” Larsa Morella oraz „Kompas dla Bielska-Białej” Sławomira Brzoski.
„Incydenty 2009” były częścią projektu „Lokomotywa – strategia rozwoju klastrów”, realizowanego przez Galerię Bielską BWA w partnerstwie z Regionalną Izbą Handlu i Przemysłu w Bielsku-Białej oraz Oslo Teknopol, dofinansowanego przez Norweski Mechanizm Finansowy oraz budżet samorządu Województwa Śląskiego.

## Akrobata
Akrobata to czterometrowa, stalowa postać mężczyzny, stojącego na głowie na otwartej księdze. Rzeźba miała nawiązywać do prężnego rozwoju przemysłowego i technologicznego Bielska i Białej, począwszy od II połowy XIX wieku. Miała to być ona swego rodzaju hołdem oddany osobom, które stając na głowie przyczyniły się do rozwoju miast. Obiekt został wykonany przez Dariusza Fodczuka we współpracy z inżynierami firmy Polmotors. Odsłonięcie rzeźby odbyło się 12 października 2009 roku.

## Lokalizacja
Rzeźba została umiejscowiona w parku przy ulicy Bohaterów Warszawy, niedaleko bielskiego Ratusza.